# Monti Cimini
I monti Cimini sono un insieme di rilievi di origine vulcanica facenti parte dell'Antiappennino laziale in provincia di Viterbo.

## Descrizione
Costituiscono quanto rimane della corona perimetrale di due sistemi vulcanici: uno più antico, il vulcano Cimino, con il Monte Cimino, situato nel comune di Soriano nel Cimino (altitudine 1.053 m s.l.m.) e uno più recente, il vulcano Vicano, con il monte Fogliano (963,5 m) m s.l.m.. La plurisecolare Faggeta Del Monte Cimino ricopre la vetta a quota (1.053) m s.l.m.
Il Monte Venere in determinati periodi si presentava come un'isola lacustre, mentre attualmente emerge in seguito alla stabilizzazione dovuta all'apertura dell'emissario artificiale del rio Vicano.I monti Cimini si presentano più alti e ripidi verso nord, più dolci e sinuosi verso sud. Poggio Nibbio (896 m s.l.m.) luogo dove sono installate numerose antenne ripetitrici radiotelevisive e il monte Venere (851 m s.l.m.), la cui caldera ospita oggi il lago di Vico (o Cimino).
Il centro più popoloso è Vetralla che rivendica ogni anno con un'importante e secolare cerimonia tradizionale chiamata Sposalizio dell'albero, la proprietà del Monte Fogliano sul comune di Caprarola. Altri centri sono Soriano nel Cimino, più vicino al lago è Caprarola, Ronciglione, Canepina e San Martino al Cimino che completano l'elenco dei centri francamente cimini.

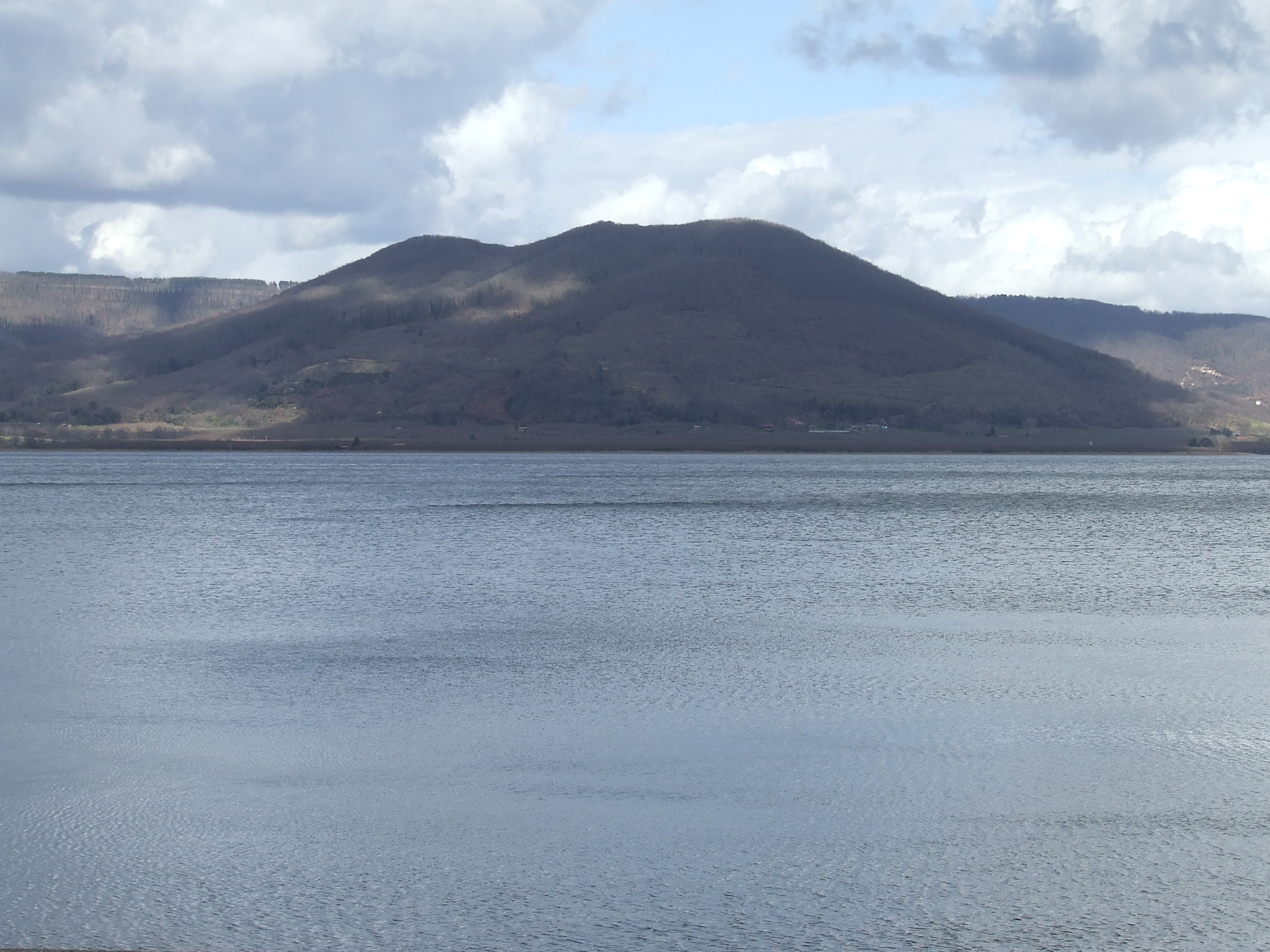
Il monte Venere.

Il lago di Vico conserva i tratti tipici delle asperità dei fianchi vulcanici meglio di ogni altro lago di origine vulcanica in Italia. Altri edifici vulcanici secondari ai quali afferisce anche il monte Palanzana, (802 m s.l.m.) che sovrasta Bagnaia e Viterbo si trovano in particolare sulle pendici del monte Cimino ed ebbero funzione di bocche vulcaniche secondarie del vulcano più antico.

## Storia
Sotto il profilo storico va ricordato il ritrovamento di notevoli materiali di piena epoca neolitica in una piccola grotta che si apre su una delle tre cime di Monte Venere, popolarmente conosciuta come "bocca del vulcano".
Le alture di Monte Fogliano, la Palanzana, Monte Cimino (la Faggeta) e quella minore che sorregge la rocca di Soriano furono sedi di altrettanti villaggi dell'età del bronzo finale (XII-XI secolo a.C.); di particolari dimensioni quello che dalla sommità del Cimino (oltre quota 1000 m s.l.m.) dominava il territorio circostante.
Tra i principali insediamenti di precedenti fasi della protostoria, degni di menzione quello della Nocicchiola che dalla piana perilacustre risaliva le pendici di Monte Venere (Bronzo Medio, XV e XIV secolo a.C.) e quello che nel Bronzo Recente (XIII secolo a.C.) precedette lo sviluppo del già citato abitato Bronzo Finale sulla cima di Monte Fogliano.